# Aristotelia serrata
Espèce
Aristotelia serrata est une espèce d'arbre endémique de la Nouvelle-Zélande. L'arbre, appelé makomako en maori, est commun dans toute la Nouvelle-Zélande en lisière des forêts humides et les berges humides des rivières. Il peut être classé comme un arbuste ou un petit arbre et peut atteindre 9 m.